# 东京03

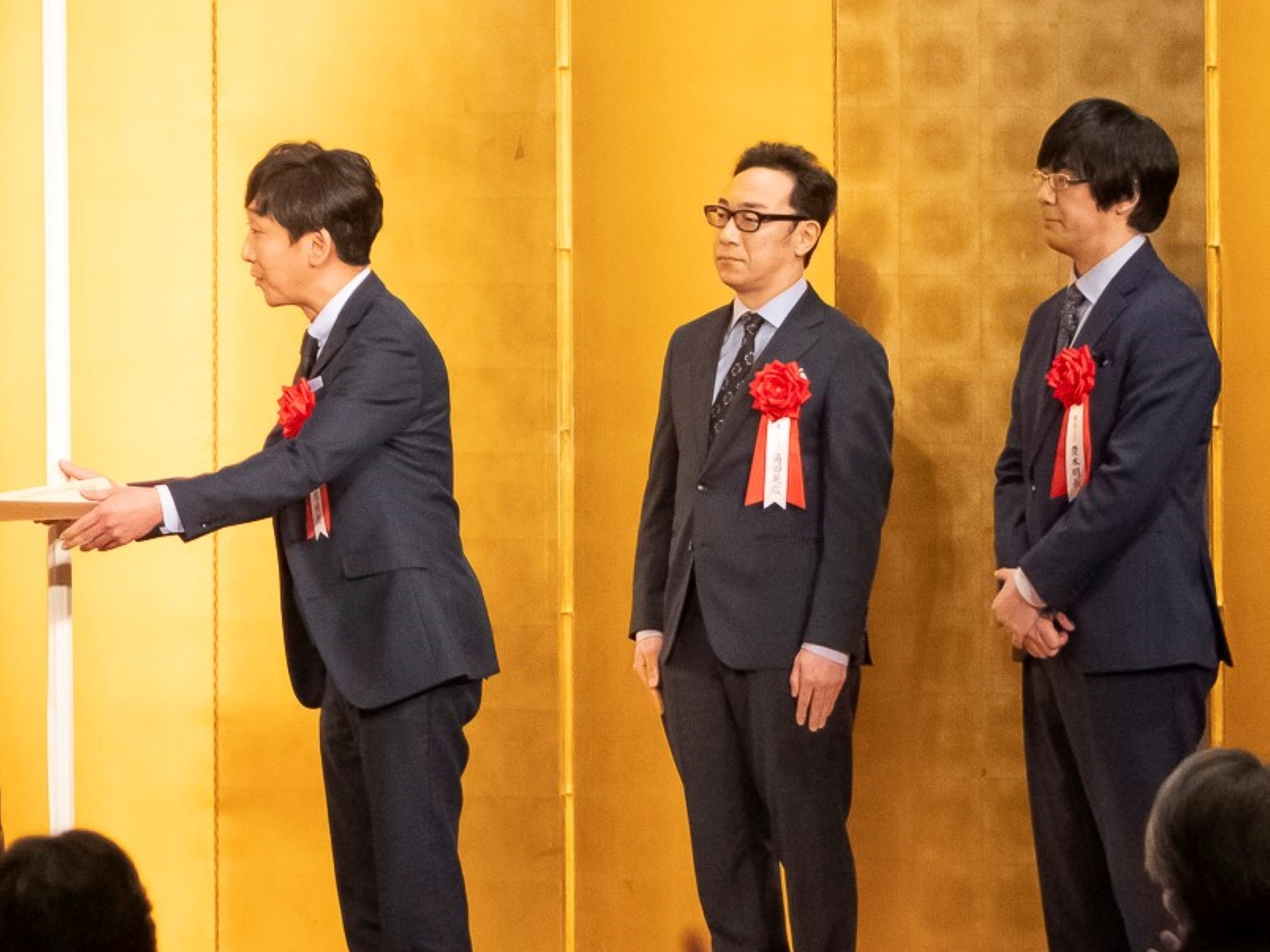
东京03

东京03是属于經紀公司人力舍的日本搞笑三人组。佢哋係短劇之王2009王者。

## 成员
饭塚悟志
1973年5月27日出生于千葉縣四街道市。
丰本明长
1975年6月6日出生于愛知縣春日井市。
角田晃广
1973年12月13日出生于东京都文京區，1996年4月曾结成搞笑组合，2002年5月10日解散。2003年9月30日与丰本明长和饭塚悟志结成搞笑三人组东京03。2013年10月10日宣布与一位小自己13岁普通女性结婚。